# جاك رينز
جاك رينز (بالإنجليزية: Jack Rains)‏ هو محامي أمريكي، ولد في 23 نوفمبر 1937.